# Maruszów (gromada)
Maruszów (do 30 VI 1967 Daniszów) – dawna gromada, czyli najmniejsza jednostka podziału terytorialnego Polskiej Rzeczypospolitej Ludowej w latach 1954–1972.
Gromady, z gromadzkimi radami narodowymi (GRN) jako organami władzy najniższego stopnia na wsi, funkcjonowały od reformy reorganizującej administrację wiejską przeprowadzonej jesienią 1954 do momentu ich zniesienia z dniem 1 stycznia 1973, tym samym wypierając organizację gminną w latach 1954–1972.
Gromadę Maruszów z siedzibą GRN w Maruszowie utworzono 1 lipca 1967 w powiecie lipskim w woj. kieleckim w związku z przeniesieniem siedziby gromady Daniszów z Daniszowa do Maruszowa i zmianą nazwy jednostki na gromada Maruszów.
1 stycznia 1969 do gromady Maruszów przyłączono wieś Słuszczyn ze zniesionej gromady Przedmieście Dalsze.
Gromada przetrwała do końca 1972 roku, czyli do kolejnej reformy gminnej.